# Aldo Vastapane
Le baron Aldo Vastapane alias Monsieur Martini-Belgique, né le 1er février 1926 à Molenbeek-Saint-Jean, et mort au Rœulx le 31 octobre 2023, est un homme d'affaires belge.

## Biographie
Aldo Vastapane est un fils de Barthélemy Vastapane, importateur de Martini & Rossi en Belgique et de son épouse Alice Masson. Son frère Edouardo (Dino) Vastapane, né en 1914 et mort en 1984, avait repris ces activités lorsqu'Aldo diversifia ses affaires. 
Aldo Vastapane épousa en premières noces Élisabeth Deheneffe (Bruxelles 1927 - Saint-Josse-ten-Noode 2000) dont il eut ses deux enfants et, après la dissolution de son mariage, épousa en secondes noces Claude Buysse (Bruxelles 1935 - Le Rœulx 2021).
Aldo Vastapane est le père de Philippe Vastapane, qui lui a succédé dans divers dossiers. Son fils est également administrateur du groupe de promotion immobilière Atenor, dont Aldo Vastapane était l'actionnaire principal et dont Philippe Vastapane est actionnaire au travers de sa société Alva.
Aldo Vastapane est connu pour avoir multiplié les investissements dans l'automobile (importateur Simca et Mercedes-Benz), l'immobilier (le Manhattan, Interparking, la Maison du Cygne à Bruxelles), les boutiques hors taxes (Skyshops) ou encore, en 2006, à la demande d'Albert Frère, avoir racheté un élevage de 32 000 têtes de bétail dans le Katanga.
Il préside le Conseil d'administration de la SA Belgian Sky Shops et la commission Tourism & Events au sein de l'IPAC (International Public Affairs Centre), et assume les fonctions de président honoraire de la Chambre de Commerce belgo-italienne. Il est anobli en 2006 par le roi Albert II de Belgique. Le baron Aldo Vastapane réside dans une propriété au Rœulx dans la province de Hainaut (Belgique).
La reprise de la Sobelair en 2002, qui fit cependant faillite en 2004, par Aldo Vastapane pour la rebaptiser Jetairfly a frustré certains membres de cette compagnie qui souhaitaient la reprendre via un MBO avec l'aide de DSF. Ils se sont tournés vers le groupe TUI en proposant leur expérience de gestion d'une compagnie.
Enfin, d'insistantes rumeurs malveillantes le prétendaient être le père du prince Laurent, rumeurs qu'il traitait avec un mérité mépris. »